# Ghirmay Ghebreslassie
Ne doit pas être confondu avec Haile Gebrselassie.
Ghirmay Ghebreslassie, né le 14 novembre 1995, est un athlète érythréen spécialiste du marathon, champion du monde en 2015 à Pékin. Il est le premier athlète érythréen à avoir remporté un titre mondial.

## Biographie
Il remporte le championnat du monde 2015 à Pékin en 2 h 12 min 28 s, devenant le premier champion du monde de son pays et le plus jeune au monde sur un marathon. 
Son record est de 2 h 7 min 46 s au marathon de Londres, le 24 avril 2016. À la suite de ce résultat, il est sélectionné par son pays pour participer aux Jeux Olympiques 2016 à Rio de Janeiro. Sous des conditions très difficiles (humidité et chaleur), ce jeune athlète décroche la 4e place, menaçant même l'américain Galen Rupp en fin de course. Le 6 novembre 2016, Ghebreslassie remporte le marathon de New York en 2 h 7 min 51 s et devient alors le plus jeune coureur à avoir remporté la course. 

### Palmarès
| Date | Compétition                            | Lieu           | Résultat | Épreuve       | Performance     |
| ---- | -------------------------------------- | -------------- | -------- | ------------- | --------------- |
| 2013 | Championnats du monde de cross-country | Bydgoszcz      | 7e       | Course junior |                 |
| 2014 | Championnats du monde de semi-marathon | Copenhague     | 7e       | Semi-marathon | 1 h 0 min 10 s  |
| 2014 | Marathon de Chicago                    | Chicago        | 6e       | Marathon      | 2 h 9 min 8 s   |
| 2015 | Marathon de Hambourg                   | Hambourg       | 2e       | Marathon      | 2 h 7 min 47 s  |
| 2015 | Championnats du monde                  | Pékin          | 1er      | Marathon      | 2 h 12 min 28 s |
| 2016 | Jeux olympiques                        | Rio de Janeiro | 4e       | Marathon      | 2 h 11 min 04 s |
| 2016 | Marathon de New York                   | New York       | 1er      | Marathon      | 2 h 7 min 51 s  |
| 2017 | Marathon de Londres                    | Londres        | 6e       | Marathon      | 2 h 9 min 57 s  |

### Records
| Épreuve       | Performance    | Lieu       | Date             |
| ------------- | -------------- | ---------- | ---------------- |
| 5 000 m       | 13 min 40 s 17 | Lille      | 9 juin 2012      |
| 10 000 m      | 28 min 33 s 37 | Hengelo    | 27 mai 2012      |
| 10 km         | 29 min 23 s    | Hem        | 26 août 2012     |
| 15 km         | 44 min 19 s    | Nimègue    | 15 novembre 2015 |
| 10 mi         | 46 min 29 s    | Tilbourg   | 2 septembre 2012 |
| 20 km         | 57 min 7 s     | Copenhague | 29 mars 2014     |
| Semi-marathon | 1 h 0 min 1 s  | Keren      | 30 mars 2013     |
| Marathon      | 2 h 7 min 11 s | Ampugnano  | 11 avril 2021    |